# Шарф, Уолтер
Уо́лтер Шарф (англ. Walter Scharf; 1 августа 1910, Нью-Йорк, Нью-Йорк — 24 февраля 2003, Брентвуд, Калифорния) — американский кинокомпозитор. За более чем полувековую карьеру выступил композитором, дирижёром и аранжировщиком к нескольким сотням фильмов, телесериалов, шоу, мюзиклов, концертов и опер.

## Биография
Уолтер Шарф родился 1 августа 1910 года на Манхэттене (Нью-Йорк, США) в польско-еврейской семье. Его мать звали Бесси Цверлинг, она была театральным комиком. Сестра — Дина (в браке носила фамилию Эммонс). Тётя — киноактриса Йетта Цверлинг. Дядя мальчика, работавший тапёром, с детства привил Уолтеру любовь к игре на фортепиано, и вскоре он, ещё будучи ребёнком, показал отличные способности к игре на этом инструменте. С 1928 года стал одним из оркестраторов в бродвейском мюзикле «Сумасшедшая девчонка». С 1934 года начал работу в Голливуде, аккомпанируя Хелен Морган, а позже стал пианистом и аранжировщиком Руди Валле, затем — аранжировщиком Эла Джолсона (Warner Bros.), Элис Фэй (20th Century Fox) и Бинга Кросби (Paramount Pictures).
Шарф окончил Нью-Йоркский университет, в 1931—1932 годах полтора года проучился в Берлине, но немедленно вернулся США, как только понял, что в Германии скоро к власти придут нацисты.
С 1942 по 1946 год Шарф был главой музыкального подразделения киностудии Republic Pictures. С 1948 по 1954 год он был аранжировщиком-дирижёром радиошоу Элис Фэй и Фила Харриса. В начале 1960-х годов Шарф много работал с Гарольдом Ллойдом, создавая новую музыкальную подложку нескольким его старым немым фильмам.
В профессиональном багаже Шарфа музыка к пяти фильмам с Элвисом Пресли; около полутора десятка кинокомедий Джерри Льюиса; хит Ben, исполненный Майклом Джексоном (фактически, именно с этого момента сольная карьера Джексона пошла на взлёт); признание от Национального географического общества за музыку к сериалу «Подводный мир Жака Кусто». В 1971 году Шарф написал оригинальную симфоническую работу «Легенда живого моря» для музея-выставки Кусто, проходившей на борту корабля «Королева Мэри».
Особенностью работы Шарфа было то, что он редко сочинял музыку, сидя перед инструментом, он предпочитал это делать, лёжа в шезлонге на палубе своей 12-метровой яхты «Леди Бетти», названной в честь жены.
В середине 1980-х годов Шарф окончил свою музыкальную карьеру в кино и на телевидении и сконцентрировался на преподавательской деятельности, однако ещё некоторое время писал музыку для концертов и опер.
Уолтер Шарф скончался 24 февраля 2003 года в Брентвуде (Лос-Анджелес, Калифорния) от сердечного приступа. Похоронен на кладбище «Гора Синай».

### Личная жизнь
В 1943 году Уолтер Шарф женился на девушке по имени Бетти Кинг. Пара прожила вместе всю жизнь, 60 лет, до самой смерти актёра. От брака остались сын Аллен и дочь Сьюзан (в браке носит фамилию Невинс).

## Награды и номинации
«Оскар» (номинации)
- 1942 — в категории «Лучшая музыка к фильму-драме» за музыку к фильму «Остров милосердия[англ.]».
- 1943 — в категории «Лучшая музыка к музыкальному фильму» за музыку к фильму «Джонни-пехотинец[англ.]».
- 1944 — в категориях «Лучшая музыка к музыкальному фильму» и «Лучшая музыка к фильму-драме или кинокомедии» за музыку к фильмам «Хит-парад 1943 года[англ.]» и «В старой Оклахоме[англ.]», соответственно.
- 1945 — в категориях «Лучшая музыка к музыкальному фильму» и «Лучшая музыка к фильму-драме или кинокомедии» за музыку к фильмам «Бразилия»[англ.] и «На линии огня»[англ.], соответственно.
- 1953 — в категории «Лучшая музыка к музыкальному фильму» за музыку к фильму «Ханс Кристиан Андерсен»[англ.].
- 1969 — в категории «Лучшая музыка к музыкальному фильму» за музыку к фильму «Смешная девчонка».
- 1972 — в категории «Лучшая музыка к музыкальному фильму» за музыку к фильму «Вилли Вонка и шоколадная фабрика».
- 1973 — в категории «Лучшая песня к фильму» за песню Ben к фильму «Бен»[англ.].

Прайм-таймовая премия «Эмми»
- 1955[англ.] — в категории «Лучшая музыка к драматической или эстрадной программе» за музыку к шоу «Театр Texaco Star[англ.]» — номинация.
- 1971[англ.] — в категории «Выдающееся достижение в музыкальной композиции (специальная программа)» за музыку к эпизоду The Tragedy of The Red Salmon сериала «Подводный мир Жака Кусто[англ.]» — победа.

Прочие премии
- 1966 — «Грэмми» в категории «Лучшая музыка к кинофильму или телешоу» за музыку к сериалу «Агенты А.Н.К.Л.»[англ.] — номинация.
- 1973 — «Золотой глобус» в категории «Лучшая песня» за песню Ben — победа.
- 1997 — премия от Американского общества музыкальных аранжировщиков и композиторов[англ.][9].

## Избранная фильмография

### Широкий экран
- 1938 — Жозетта[англ.] / Josette (в титрах не указан)
- 1941 — Остров милосердия[англ.] / Mercy Island (в титрах не указан)
- 1942 — Джонни-пехотинец[англ.] / Johnny Doughboy
- 1943 — Хит-парад 1943 года[англ.] / Hit Parade of 1943
- 1943 — В старой Оклахоме[англ.] / In Old Oklahoma
- 1944 — Леди и монстр[англ.] / The Lady and the Monster
- 1944 — Атлантик-Сити[англ.] / Atlantic City
- 1944 — Бразилия[англ.] / Brazil
- 1944 — На линии огня[англ.] / The Fighting Seabees
- 1945 — Заботы графа Кэрролла[англ.] / Earl Carroll Vanities
- 1945 — Дакота[англ.] / Dakota
- 1948 — Касба[англ.] / Casbah
- 1949 — Город за рекой / City Across the River
- 1949 — Сделай один ложный шаг / Take One False Step
- 1949 — Да, сэр, это мой малыш[англ.] / Yes Sir, That's My Baby
- 1950 — Дочь пирата / Buccaneer's Girl
- 1950 — Депортированный[англ.] / Deported
- 1952 — Ханс Кристиан Андерсен[англ.] / Hans Christian Andersen
- 1956 — Придворный шут[англ.] / The Court Jester
- 1956 — План преступления / Time Table
- 1957 — Три жестоких человека[англ.] / Three Violent People
- 1957 — Джокер[англ.] / The Joker Is Wild
- 1958 — Мальчик-гейша[англ.] / The Geisha Boy
- 1958 — Засыпай, мой малыш / Rock-A-Bye Baby
- 1959 — Корабль не бросать[англ.] / Don't Give Up the Ship
- 1960 — Коридорный[англ.] / The Bellboy
- 1960 — Золушок[англ.] / Cinderfella
- 1961 — Дамский угодник[англ.] / The Ladies Man
- 1961 — Посыльный[англ.] / The Errand Boy
- 1962 — Это всего лишь деньги[англ.] / It's Only Money
- 1963 — Чокнутый профессор / The Nutty Professor
- 1964 — Куда ушла любовь[англ.] / Where Love Has Gone
- 1968 — Смешная девчонка / Funny Girl
- 1969 — Если сегодня вторник, то это должна быть Бельгия[англ.] / If It's Tuesday, This Must Be Belgium
- 1970 — Общественный клуб города Шайенн[англ.] / The Cheyenne Social Club
- 1971 — Вилли Вонка и шоколадная фабрика / Willy Wonka & the Chocolate Factory
- 1972 — Бен[англ.] / Ben
- 1973 — Широко шагая[англ.] / Walking Tall
- 1975 — Широко шагая 2[англ.] / Walking Tall Part 2
- 1977 — Широко шагая 3[англ.] / Walking Tall: Final Chapter
- 1978 — Когда каждый день был Четвёртым июля[англ.] / When Every Day Was the Fourth of July
- 1981 — Это Элвис / This Is Elvis

### Телевидение
- 1960—1961 — Книга сказок Ширли Темпл[англ.] / Shirley Temple's Storybook (8 эпизодов)
- 1961—1963 — Бонанза / Bonanza (5 эпизодов)
- 1963—1964 — Путешествия Джейми Макфитерса[англ.] / The Travels of Jaimie McPheeters (11 эпизодов)
- 1964—1965 — Агенты А.Н.К.Л.[англ.] / The Man from U.N.C.L.E. (10 эпизодов)
- 1966 — Эта девушка / That Girl (7 эпизодов)
- 1966—1967 — Миссия невыполнима / Mission: Impossible (5 эпизодов)
- 1980 — Война Скарлетт О’Хары[англ.] / The Scarlett O'Hara War
- 1983—1986 — Лодка любви / The Love Boat (8 эпизодов)